# Arrest me now
Arrest me now is de derde single van de Nederlandse popgroep Pioneers of Love die vooral bekend werd als aankondigingsmuziek bij het SBS6-programma Wegmisbruikers. Het is afkomstig van het in november 2011 uitgekomen debuutalbum Contact dat de band heeft opgenomen in Shamrock Studio in Baarn. De bijbehorende videoclip op opgenomen in Space Expo in Noordwijk. De regie was in handen van filmmaker Lex Vesseur.
Voorafgaand aan hun optreden op Noorderslag 2012 geven de bandleden in een interview met Nu.nl aan de eerste band in de ruimte te willen zijn. Ook Q-music besteedt er in een uitgebreid interview aandacht aan. Op 10 januari blijkt het een inleiding voor een nieuwe release; de band brengt de videoclip en single uit, waarin een ruimtereis van de vier bandleden wordt uitgebeeld. Echter; in een later interview op Radio 3FM herhalen de bandleden hun buitenaardse wens.